# Ilse Burket
Ilse Burket (* 7. August 1948 in Gols) ist eine österreichische Immobilientreuhänderin und ehemalige Politikerin (FPÖ). Sie vertrat zwischen 2000 und 2002 die FPÖ als Abgeordnete im Österreichischen Nationalrat.

## Ausbildung und Beruf
Burket besuchte von 1954 bis 1958 die Volksschule und danach bis 1962 die Hauptschule. Sie erlernte im Anschluss bis 1964 den Beruf der Großhandelskauffrau und legte 1993 die Konzessionsprüfungen für Immobilienverwalter und Makler ab.
Burket arbeitete zwischen 1965 und 1971 als Fakturistin und von 1971 bis 1982 als Bürokraft. Zwischen 1982 und 1985 war sie in der allgemeinen Verwaltung tätig, danach arbeitete sie bis 1999 in der Immobilienverwaltung. Im Jahr 2000 machte sich Burket selbständig. 

## Politik
Ilse Burket war zwischen 1991 und 2000 Bezirksrätin in Wien-Josefstadt und zuletzt auch Klubobfrau. Von 17. Februar 2000 bis 19. Dezember 2002 vertrat sie die FPÖ im Nationalrat. Als Hauptarbeitsgebiete im Nationalrat nannte Burket außen- und kulturpolitische Themen.

## Privates
Burket ist verheiratet und Mutter dreier Kinder. 